# Czwarty rząd Fatosa Nano
 Czwarty rząd Fatosa Nano – rząd Albanii od 31 lipca 2002 do 7 września 2005.

## Skład rządu
| #  | Funkcja                                            | Portret | Imię i nazwisko          | Kadencja        | Kadencja             | Partia polityczna | Partia polityczna                    |
| #  | Funkcja                                            | Portret | Imię i nazwisko          | Od              | Do                   | Partia polityczna | Partia polityczna                    |
| -- | -------------------------------------------------- | ------- | ------------------------ | --------------- | -------------------- | ----------------- | ------------------------------------ |
| 1  | Premier                                            |         | Fatos Nano (1952–)       | 31 lipca 2002   | 7 września 2005      |                   | Socjalistyczna Partia Albanii        |
| 2  | Wicepremier                                        |         | Ilir Meta (1969–)        | 31 lipca 2002   | 22 lipca 2003        |                   | Socjalistyczna Partia Albanii        |
| 2  | Wicepremier                                        |         | Ermelinda Meksi (1957–)  | 22 lipca 2003   | 29 grudnia 2003      |                   | Socjalistyczna Partia Albanii        |
| 2  | Wicepremier                                        |         | Namik Dokle (1946-)      | 29 grudnia 2003 | 7 września 2005      |                   | Socjalistyczna Partia Albanii        |
| 3  | Minister finansów                                  |         | Kastriot Islami (1952–)  | 31 lipca 2002   | 29 grudnia 2003      |                   | Socjalistyczna Partia Albanii        |
| 3  | Minister finansów                                  |         | Arben Malaj (1961–)      | 29 grudnia 2003 | 7 września 2005      |                   | Socjalistyczna Partia Albanii        |
| 4  | Minister stanu ds. integracji europejskiej         |         | Sokol Nako (1970–)       | 31 lipca 2002   | 22 lipca 2003        |                   | Socjalistyczna Partia Albanii        |
| 4  | Minister stanu ds. integracji europejskiej         |         | Ermelinda Meksi (1957–)  | 22 lipca 2003   | 7 września 2005      |                   | Socjalistyczna Partia Albanii        |
| 5  | Minister robót publicznych i turystyki             |         | Besnik Dervishi (1963–)  | 31 lipca 2002   | 29 grudnia 2003      |                   | Socjalistyczna Partia Albanii        |
| 6  | Minister terytorium i turystyki                    |         | Bashkim Fino (1962–)     | 29 grudnia 2003 | 7 września 2005      |                   | Socjalistyczna Partia Albanii        |
| 7  | Minister rolnictwa i żywności                      |         | Agron Duka (1958–)       | 31 lipca 2002   | 7 września 2005      |                   | bezpartyjny                          |
| 8  | Minister edukacji i nauki                          |         | Luan Memushi (1951–)     | 31 lipca 2002   | 7 września 2005      |                   | Socjalistyczna Partia Albanii        |
| 9  | Minister energii i przemysłu                       |         | Viktor Doda (1955–)      | 31 lipca 2002   | 7 września 2005      |                   | Socjalistyczna Partia Albanii        |
| 10 | Minister spraw zagranicznych                       |         | Ilir Meta (1969–)        | 31 lipca 2002   | 22 lipca 2003        |                   | Socjalistyczna Partia Albanii        |
| 10 | Minister spraw zagranicznych                       |         | Luan Hajdaraga (1948–)   | 22 lipca 2003   | 29 grudnia 2003      |                   | Socjalistyczna Partia Albanii        |
| 10 | Minister spraw zagranicznych                       |         | Kastriot Islami (1952–)  | 29 grudnia 2003 | 7 września 2005      |                   | Socjalistyczna Partia Albanii        |
| 11 | Minister środowiska                                |         | Lufter Xhuveli (1941–)   | 31 lipca 2002   | 29 grudnia 2003      |                   | Enwironmentalistyczna Partia Agrarna |
| 11 | Minister środowiska                                |         | Et’hem Ruka (1947–)      | 29 grudnia 2003 | 7 września 2005      |                   | Socjalistyczna Partia Albanii        |
| 12 | Minister porządku publicznego i spraw wewnętrznych |         | Luan Rama (1966–)        | 31 lipca 2002   | 17 października 2003 |                   | Socjalistyczna Partia Albanii        |
| 12 | Minister porządku publicznego i spraw wewnętrznych |         | Igli Toska               | 29 grudnia 2003 | 7 września 2005      |                   | Socjalistyczna Partia Albanii        |
| 13 | Minister obrony                                    |         | Pandeli Majko (1967–)    | 31 lipca 2002   | 7 września 2005      |                   | Socjalistyczna Partia Albanii        |
| 14 | Minister transportu i telekomunikacji              |         | Spartak Poci (1949–)     | 31 lipca 2002   | 7 września 2005      |                   | Socjalistyczna Partia Albanii        |
| 15 | Minister sprawiedliwości                           |         | Koço Barka               | 31 lipca 2002   | 29 grudnia 2003      |                   | Partia Unii na rzecz Praw Człowieka  |
| 15 | Minister sprawiedliwości                           |         | Fatmir Xhafa (1959–)     | 29 grudnia 2003 | 7 września 2005      |                   | Socjalistyczna Partia Albanii        |
| 16 | Minister zdrowia                                   |         | Mustafa Xhani (1947–)    | 31 lipca 2002   | 29 grudnia 2003      |                   | Socjalistyczna Partia Albanii        |
| 16 | Minister zdrowia                                   |         | Leonard Solis (1962–)    | 29 grudnia 2003 | 7 września 2005      |                   | Partia Unii na rzecz Praw Człowieka  |
| 17 | Minister pracy i spraw społecznych                 |         | Valentina Leskaj (1948–) | 31 lipca 2002   | 29 grudnia 2003      |                   | Socjaldemokratyczna Partia Albanii   |
| 17 | Minister pracy i spraw społecznych                 |         | Engjell Bejtja (1954–)   | 29 grudnia 2003 | 7 września 2005      |                   | Socjaldemokratyczna Partia Albanii   |
| 18 | Minister ds. lokalnych i decentralizacji           |         | Ben Blushi (1969–)       | 31 lipca 2002   | 7 września 2005      |                   | Socjalistyczna Partia Albanii        |
| 19 | Minister kultury, młodzieży i sportu               |         | Arta Dade (1953–)        | 31 lipca 2002   | 29 grudnia 2003      |                   | Socjalistyczna Partia Albanii        |
| 19 | Minister kultury, młodzieży i sportu               |         | Blendi Klosi (1971–)     | 29 grudnia 2003 | 7 września 2005      |                   | Socjalistyczna Partia Albanii        |
| 20 | Minister ds. Walki z korupcją                      |         | Blendi Klosi (1971–)     | 31 lipca 2002   | 29 grudnia 2003      |                   | Socjalistyczna Partia Albanii        |
| 21 | Minister gospodarki                                |         | Arben Malaj (1961–)      | 31 lipca 2002   | 29 grudnia 2003      |                   | Socjalistyczna Partia Albanii        |
| 21 | Minister gospodarki                                |         | Anastas Angjeli (1956–)  | 29 grudnia 2003 | 7 września 2005      |                   | Socjalistyczna Partia Albanii        |